# ناتان اونیل
ناتان اونیل (انگلیسی: Nathan O'Neill؛ زادهٔ ۲۳ نوامبر ۱۹۷۴) دوچرخه‌سوار اهل استرالیا است.
وی در مسابقات کشوری و بین‌المللی در مجموع برندهٔ ۱ مدال طلا شده‌است.